# Gentofte Tennisklub
Gentofte Tennisklub er en dansk tennisklub, beliggende i Gentofte. Klubben blev grundlagt i 1901 af 30 borgere fra byen. I 2016 havde klubben 803 medlemmer, samt to indendørs og seks udendørs baner.
I 2016 blev klubbens damer danmarksmester for hold, mens herrerne fik sølvmedaljer.